# Serietecknaren
Serietecknaren ("Serietegneren") er en svensk halvbiografisk komediefilm fra 2025, der er instrueret af Simon Gärdenfors.
Gärdenfors er en svensk tegneserieforfatter og provokomiker, der har skabt YouTube-serien Mina problem. Filmen er en slags spinoff herfra. Filmen er finansieret udelukkende ved bidrag på Kickstarter.

## Handling
Filmen er en insiderskildring af livet blandt svenske undergrundstegnere og standupkomikere. Den giver således Gärdenfors' egen fremstilling af hans rejse fra den svenske tegneserieundergrund til en berømthed.

## Medvirkende
- Simon Gärdenfors – sig selv
- Anton Magnusson – sig selv
- Johan Hurtig Wagrell – Fredrik Jonsson
- David Wiberg – Iggy Dahlström
- Ana Stanisic – Sonja Vargstråhle
- Dominik Henzel – DC-Bengan

## Modtagelse

### Danmark
Filmmagasinet Ekko gav filmen to ud af seks stjerner. Anmelderen skrev, at filmen føltes som halvanden times dårlig standup med muzak i baggrunden.